# Bademli (Kızılcahamam)
Bademli è un villaggio nel distretto di Kızılcahamam, provincia di Ankara, Turchia.